# キューブリック (玩具)

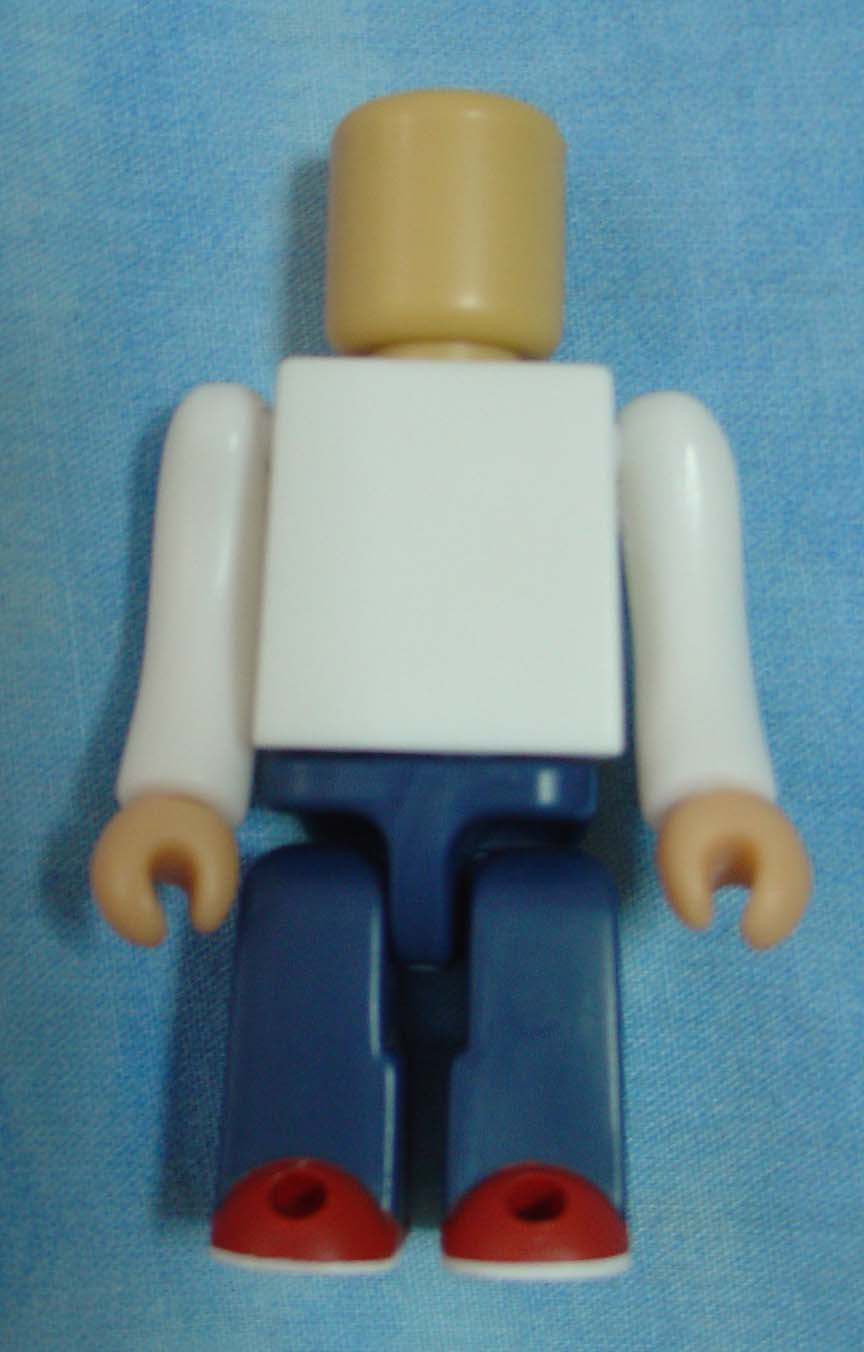
キューブリック

キューブリック (KUBRICK) はメディコム・トイ社が販売している、ブロック型フィギュア。
頭、腕、腰、足が別パーツで組み立てられており、それぞれが手で動かせるようになっている。高さ6cm弱でプラスチック製。キューブリック自体は表情や体の特徴のないフィギュアであるが、様々なキャラクターや人物などとコラボレーションして、姿・形を変えていく。例えば、PEPSI NEX とのコラボレーションにより NEXBRICK などのような形なども存在している。イベント配布品や限定商品が非常に多いため、全シリーズの完全な収集はかなり困難。
派生シリーズとしてテディ・ベアをブロック型フィギュアにした BE@RBRICK などがある。

## ネックスブリック
PEPSI NEXの首掛け景品として2006年の夏に登場。「ペプシネックス」500mlペットボトルの形状のボトルカプセルの中に、「NEXBRICK」が入っている。頭がペプシのキャップと同じ形で、胴体のくびれは、PEPSI NEXのパッケージデザインをベースにしている。